# جوليو سيزار جاكوبي
هو حارس مرمى برازيلي اعاره نادي بينفيكا البرتغالي لفريق ٍغرناطة في ميركاتو الصيف الماضي. بدأ مسيرته الكروية في بوتافوغو حيث وقع معه عقدا مدته 5 سنوات في أغسطس 2005. لعب له 35 في السنوات الثلاثة التي قضاها في صفوفه (من 2005 إلى 2007)
في نياير 2008، انتقل جوليو سيزرا إلى البرتغال. حي وقع عقدا مع نادي بيلنينسيس. وخاض أول مباراة له معه يوم 23 فبراير وذلك لأول مرة مكان حارس المرمى الأساسي المخضرم باولو كوستينا. ولعب طيلة الموسم الذي قضاه فيه (2008-2009) 41 مباراة.
بعد نزول الفريق إلى دوري الدرجة الثانية، انتقل جوليو سيزار لنادي بينفيكا في 2009. لعب له 14 مباريات في أول موسم له معه. وتعرض في احداها لارتجاج في المخ اثر اصطدام مع ديرك كويت لاعب ليفربول، دخل على اثره للمستشفى

## وصلات خارجية
- جوليو سيزار جاكوبي على موقع قاعدة بيانات كرة القدم.إي يو (الإنجليزية)
- جوليو سيزار جاكوبي على موقع Soccerway.com (الإنجليزية)
- جوليو سيزار جاكوبي على موقع عالم كرة القدم.نت (الإنجليزية)
- جوليو سيزار جاكوبي على موقع AS.com (الإسبانية)